# کوزلی (ناحیه لوونی)
کوزلی (به چکی: Kozly) یک منطقهٔ مسکونی در جمهوری چک است که در ناحیه لوونی واقع شده‌است. کوزلی ۴٫۳۵ کیلومتر مربع مساحت و ۱۱۹ نفر جمعیت دارد و ۳۵۶ متر بالاتر از سطح دریا واقع شده‌است.